# Тинарло
Тинарло (нидерл. Tynaarlo) — община в нидерландской провинции Дренте. Образована в 1998 году за счёт слияния общин Зёйдларен (голл.), Элде и Врис. Изначально общину хотели назвать Зёйдларен, но это вызвало протесты жителей Элде и Вриса, и потому было решено выбрать нейтральное название. Административный центр — город Врис. В состав общины входит 18 населённых пунктов.